# Стефан (Сорока)
Стефа́н Ива́нович Соро́ка (укр. Стефан Сорока, англ. Stephen Soroka; 13 ноября 1951, Виннипег, Канада) — архиепископ филадельфийский Украинской грекокатолической церкви с 29 ноября 2000 года.

## Биография
Стефан Сорока родился 13 ноября 1951 года в городе Виннипег в семье украинских эмигрантов Ивана Сороки и Анны Галек. Обучался в Манитобском университете и Католическом университете в Вашингтоне. В 1995 году защитил докторскую диссертацию по социологии. Богословское образование получил в Украинской католической семинарии в Вашингтоне. 13 июня 1982 года Стефан Сорока был рукоположён в священника архиепископом виннипегским Максимом Германюком, после чего служил в различных грекокатолических приходах в США.
29 марта 1996 года Римский папа Иоанн Павел II назначил Стефана Сороку титулярным епископом Акарассуса и вспомогательным епископом архиепархии Виннипега. 13 июня 1996 года Стефан Сорока был рукоположён в епископа, которое совершил архиепископ виннипегский Михаил Бздель в сослужении с торонтским епископом Корнелием Пасичным и епископом саскатунским Владимиром Паской.
29 ноября 2000 года Стефан Сорока был назначен митрополитом филадельфийским.